# Óscar Míguez
Óscar Omar Míguez (Montevideo, 5 de diciembre de 1927-Montevideo, 19 de agosto de 2006) fue un futbolista uruguayo, que jugaba de delantero y formó parte de la notable Selección Uruguaya que ganó la Copa Mundial de Fútbol de 1950 y llegó a la semifinal en el mundial Suiza 1954. Es el máximo goleador de Uruguay en la historia de los mundiales.

## Biografía
Tras destacarse tempranamente en el club Sud América de Uruguay en 1945, se incorporó al Peñarol en 1948, donde alineó en una famosa línea de delanteros que integraban Alcides Ghiggia, Ernesto Vidal, Juan Alberto Schiaffino, Campeones Mundiales en el 50 y el argentino Juan Eduardo Hohberg. Fue goleador del torneo Uruguayo en 1948, marcó 8 goles hasta que se produjo la huelga general de futbolistas, y también de 1949 integrando la recordada "máquina del 49" aurinegra.
Míguez fue un destacado futbolista en la historia del Peñarol de Montevideo, donde jugó durante casi toda su vida de deportista profesional, y no aceptó propuestas recibidas de equipos europeos. Era un malabarista con el balón, habiendo hecho famosas sus chilenas. Fue campeón uruguayo con Peñarol en 1949, 1951, 1953, 1954, 1958 y 1959. 
En 1960 firmó por Sporting Cristal de Perú pero sólo jugaría dos amistosos internacionales ante Vasco da Gama y Santos donde anotó gol en ambos partidos. Se comentó que la gran amistad de La Cotorra con otro gran futbolista uruguayo que vistió la celeste, Antonio Sacco, con quien se habían iniciado en las divisiones inferiores del club Sud América de Uruguay, fue lo que motivó su llegada al cuadro bajopontino. Luego se ausentó de los entrenamientos aduciendo problemas personales y su deficiente estado físico rescindió su contrato con el cuadro rimense a mitad de ese año. 
Jugó junto a Ángel Labruna (famoso crack argentino de River Plate) en la delantera de Rampla Juniors y su último club fue el Colón en 1961.

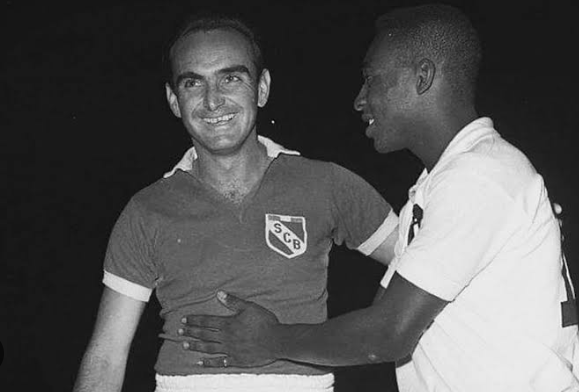
Cotorra Míguez junto a Pelé.

Falleció el 19 de agosto de 2006 a la edad de 78 años. Sus restos yacen en el Panteón de los Olímpicos en el Cementerio del Buceo.

## Trayectoria
| Equipo               | País                 | Temporadas    | Partidos | Goles | Promedio |
| -------------------- | -------------------- | ------------- | -------- | ----- | -------- |
| Sud América          | Uruguay              | 1945 - 1947   | 90       | 75    | 0,83     |
| Peñarol              | Uruguay              | 1948 - 1959   | 295      | 218   | 0,74     |
| Sporting Cristal     | Perú                 | 1960          | 2        | 2     | 1        |
| Rampla Juniors       | Uruguay              | 1960          |          |       |          |
| Colón                | Uruguay              | 1961          |          |       |          |
| Selección de Uruguay | Selección de Uruguay | 1950 - 1959   | 39       | 27    | 0,69     |
| Total carrera        | Total carrera        | Total carrera | 426      | 322   | 0,75     |

## Selección nacional
Fue Internacional con la Selección de Uruguay en 39 partidos, marcando 27 goles. Utilizando la camiseta número 9 de Uruguay, marcó 8 goles en los dos Mundiales que jugó, 5 en el Mundial de Brasil 1950 y 3 en el de Mundial de Suiza de 1954.
Por decisión dirigencial Óscar Míguez fue retirado del equipo uruguayo en su mejor momento, porque al estar ganándole Uruguay 4 a 2 a Inglaterra se puso a driblear y tratar de ridiculizar a los ingleses en vez de tratar de tirar al arco para buscar otro gol, por esto los dirigentes influenciaron en el técnico Juan López para que lo sacaran del equipo y pusiera en su lugar a Juan Hohberg previo al partido con Hungría en el Mundial de Suiza 1954.
Míguez fue además Campeón de la Copa América en 1956, donde fuera elegido como el mejor jugador del torneo.

### Participaciones en Copas del Mundo
| Mundial                        | Sede                   | Resultado              | Partidos | Goles | Prom. |
| ------------------------------ | ---------------------- | ---------------------- | -------- | ----- | ----- |
| Copa Mundial de Fútbol de 1950 | Brasil                 | Campeón                | 4        | 5     | 1,25  |
| Copa Mundial de Fútbol de 1954 | Suiza                  | Cuarto puesto          | 3        | 3     | 1,00  |
| Total en fases finales         | Total en fases finales | Total en fases finales | 7        | 8     | 1,14  |

#### Goles en laCopa Mundial de Fútbol
| # | Fecha               | Lugar                                         | Oponente       | Marcador | Resultado | Competición       |
| - | ------------------- | --------------------------------------------- | -------------- | -------- | --------- | ----------------- |
| 1 | 2 de julio de 1950  | Estádio Independência, Belo Horizonte, Brasil | Bolivia        | 1–0      | 8–0       | Copa Mundial 1950 |
| 2 | 2 de julio de 1950  | Estádio Independência, Belo Horizonte, Brasil | Bolivia        | 4–0      | 8–0       | Copa Mundial 1950 |
| 3 | 2 de julio de 1950  | Estádio Independência, Belo Horizonte, Brasil | Bolivia        | 5–0      | 8–0       | Copa Mundial 1950 |
| 4 | 13 de julio de 1950 | Estadio Pacaembú, São Paulo, Brasil           | Suecia         | 2–2      | 3–2       | Copa Mundial 1950 |
| 5 | 13 de julio de 1950 | Estadio Pacaembú, São Paulo, Brasil           | Suecia         | 3–2      | 3–2       | Copa Mundial 1950 |
| 6 | 16 de junio de 1954 | Wankdorfstadion, Berna, Suiza                 | Checoslovaquia | 1–0      | 2–0       | Copa Mundial 1954 |
| 7 | 19 de junio de 1954 | St. Jakob Park, Basilea, Suiza                | Escocia        | 2–0      | 7–0       | Copa Mundial 1954 |
| 8 | 19 de junio de 1954 | St. Jakob Park, Basilea, Suiza                | Escocia        | 6–0      | 7–0       | Copa Mundial 1954 |

### Participaciones enCopa América
| Copa              | Sede    | Resultado | Partidos | Goles |
| ----------------- | ------- | --------- | -------- | ----- |
| Copa América 1955 | Chile   | 4° puesto | 5        | 3     |
| Copa América 1956 | Uruguay | Campeón   | 5        | 3     |

## Palmarés

### Campeonatos nacionales
| Título              | Club    | País    | Año  |
| ------------------- | ------- | ------- | ---- |
| Torneo Competencia  | Peñarol | Uruguay | 1949 |
| Torneo de Honor     | Peñarol | Uruguay | 1949 |
| Campeonato Uruguayo | Peñarol | Uruguay | 1949 |
| Torneo de Honor     | Peñarol | Uruguay | 1950 |
| Torneo Competencia  | Peñarol | Uruguay | 1951 |
| Torneo de Honor     | Peñarol | Uruguay | 1951 |
| Campeonato Uruguayo | Peñarol | Uruguay | 1951 |
| Torneo de Honor     | Peñarol | Uruguay | 1952 |
| Torneo Competencia  | Peñarol | Uruguay | 1953 |
| Torneo de Honor     | Peñarol | Uruguay | 1953 |
| Campeonato Uruguayo | Peñarol | Uruguay | 1953 |
| Campeonato Uruguayo | Peñarol | Uruguay | 1954 |
| Torneo Competencia  | Peñarol | Uruguay | 1956 |
| Torneo de Honor     | Peñarol | Uruguay | 1956 |
| Torneo Competencia  | Peñarol | Uruguay | 1957 |
| Campeonato Uruguayo | Peñarol | Uruguay | 1958 |
| Torneo de Honor     | Peñarol | Uruguay | 1959 |
| Campeonato Uruguayo | Peñarol | Uruguay | 1959 |

### Copas internacionales
| Título                 | Selección            | Sede    | Año  |
| ---------------------- | -------------------- | ------- | ---- |
| Copa Mundial de Fútbol | Selección de Uruguay | Brasil  | 1950 |
| Copa América           | Selección de Uruguay | Uruguay | 1956 |

### Distinciones individuales
| Distinción                                         | Año  |
| -------------------------------------------------- | ---- |
| Máximo goleador del Campeonato Uruguayo (8 goles)  | 1948 |
| Máximo goleador del Campeonato Uruguayo (20 goles) | 1949 |
| Mejor jugador de la Copa América                   | 1956 |